# Most Ciechanów – Radoszyce
Most Ciechanów – Radoszyce – most drogowy przez rzekę Odrę w ciągu drogi wojewódzkiej nr 323 między miejscowościami Ciechanów i Radoszyce w województwie dolnośląskim. Nowy odcinek drogi wojewódzkiej nr 323 o długości  1,695 km wraz z mostem pozwolił zlikwidować istniejącą w tym miejscu przeprawę promową na Odrze. Nowe połączenie zapewniło wyższą nośność i przepustowość niezbędną dla rosnącego ruchu towarowego pojazdów ciężkich w tym rejonie kraju.
Most o długości  525,5 metra i szerokość 14,87 m składa się z 9  przęseł. Na moście znajduje się jezdnia dwupasowa i ciągi pieszo-rowerowe.
Most został wybudowany przez Przedsiębiorstwo Robót Mostowych „Mosty-Łódź” SA w latach 2010–2012. Koszt budowy drogi wraz z mostem wynosi 54,5 mln zł i współfinansowany jest z Europejskiego Funduszu Rozwoju Regionalnego.
Najbliższe przeprawy mostowe przez Odrę znajdują się w dół rzeki w Głogowie (Most Tolerancji w ciągu  DK 12) i w górę rzeki w Ścinawie (w ciągu DK 36) i prowadzą ruch kołowy przez środek obu miast. Był to ponad 40-kilometrowy odcinek Odry bez przeprawy mostowej.
Aktualnie na przeprawie obowiązuje ograniczenie nośności do 12 ton. Ograniczeniem objęte są również drogi dojazdowe do mostu.

## Historia budowy
Przetarg ogłoszono 13 marca 2009 r., umowa z wykonawcą podpisano 10 marca 2010 r., a budowę rozpoczęto 7 października 2010 r. przez uroczyste wmurowanie kamienia węgielnego w przyczółek mostu. Zakończenie budowy, wstępnie planowane we wrześniu 2011 roku, zostało opóźnione z powodu długiej i ciężkiej zimy,  most otwarto 10 września 2012roku